# Sportåret 1922

## Händelser
- Vattenskidåkning utvecklas i Lake City, Minnesota

### Bandy
- 19 februari - IK Sirius blir svenska mästare efter finalvinst över Västerås SK med 3–2 på Stockholms stadion.[1][2]
- 25 februari - Första internationella dammatchen i bandy spelas mellan Kronprinsessans Hockeyklubb och Åbo Simklubb på Stockholms stadion.[3][4][5]

### Baseboll
- 8 oktober - National League-mästarna New York Giants vinner World Series med 4-0 i matcher (dessutom slutade en match oavgjord) över American League-mästarna New York Yankees.[6]

### Boxning
- 11 maj - Det första sportreferatet i radio i Storbritannien görs på station 2LO. Arthur Burrows refererar en boxningsmatch mellan Ted "Kid" Lewis och Georges Carpentier på Olympia. På grund av press från tidningarna görs sedan inga sportsändningar i Storbritannien förrän 1927.[7]

### Cykel
- Firmin Lambot, Belgien vinner Tour de France.
- Giovanni Brunero, Italien vinner Giro d'Italia.

### Fotboll
- 29 april - Huddersfield Town FC vinner FA-cupfinalen mot Preston North End FC med 1-0 på Stamford Bridge.[8]
- 8 juni - Lettland spelar sin första officiella landskamp i fotboll, då man i Riga spelar 1-1 mot Estland.[9]
- 17 juni - Australien spelar sin första officiella landskamp i fotboll, då man i Dunedin förlorar med 1-3 mot Nya Zeeland.[10] För Nya Zeeland, som sedan 1904 spelat inofficiella matcher, är matchen också den första officiella landskampen.[11]
- 24 september - Lettland spelar sin första officiella landskamp i fotboll, då man i Belgrad besegrar Jugoslavien med 2-1.[12]
- 8 oktober – GAIS blir svenska mästare efter finalseger med 3–1 över Hammarby IF. Matchen spelas på Stockholms stadion.[13]
- 22 oktober – Brasilien vinner sydamerikanska mästerskapet i Rio de Janeiro genom att finalbesegra Uruguay med 3-0.[14]
- 19 november - Galicien får ett inofficiellt fotbollslandslag, som i Vigo vinner med 4-1 mot Kastiljen.[15]
- Okänt datum – FC Barcelona vinner Copa del Rey (spanska cupen).

#### Ligasegrare / resp lands mästare
- Okänt datum – Celtic FC vinner skotska ligan.
- Okänt datum – Kjøbenhavns Boldklub blir vinner danska mästare.
- Okänt datum – Liverpool FC vinner engelska ligans första division.

### Friidrott
- Clarence DeMar, USA vinner Boston Marathon.[16]
- 15 april - Andra Damspelen, Monte Carlo, Monaco
- 20 augusti - Första Damolympiaden, Paris, Frankrike

### Handboll
- Handboll introduceras i Finland.[17]

### Ishockey
- 16 februari - Tjeckoslovakien vinner Europamästerskapet i Sankt Moritz i Schweiz före Sverige och Schweiz.[18]

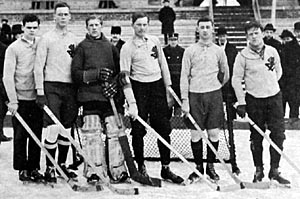
IK Göta svenska mästare.

- 12 mars - IK Göta vinner det första Svenska mästerskapet i ishockey med en finalvinst över Hammarby IF med 6-0 på Stockholms stadion.[19]
- 28 mars - Stanley Cup vinns av Toronto Saint Patricks genom att i finalspelet besegra Vancouver Millionaires med 3 matcher mot 2.
- 17 november - Svenska Ishockeyförbundet bildas i Stockholm.[20] Till ordförande väljs Anton Johanson.[21]

### Konståkning

#### VM
- Herrar: Gillis Grafström, Sverige
- Damer: Herma Szabo, Österrike
- Paråkning: Helene Engelmann & Alfred Berger, Österrike

#### EM
- Herrar: Willy Böckl, Österrike

### Skidor, nordiska grenar

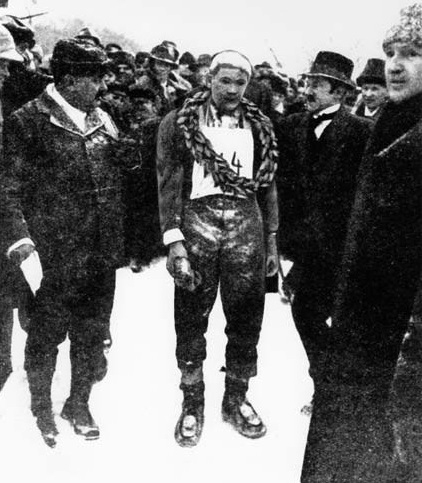
Ernst Alm, vinnare av Vasaloppet 1922.

- 19 mars - Ernst Alm, IFK Norsjö vinner första Vasaloppet.[22]

#### SM
- 30 km vinns av Sven Utterström, I 19 IF, Boden. Lagtävlingen vinns av Luleå SK
- 60 km vinns av Per-Erik Hedlund, Särna SK. Lagtävlingen vinns av IFK Norsjö
- Backhoppning vinns av Axel Herman Nilsson, Djurgårdens IF
- Nordisk kombination vinns av Olle Tandberg, Djurgårdens IF

### Tennis

#### Herrar
- 5 september - USA vinner International Lawn Tennis Challenge genom att finalbesegra Australien med 4-1 i New York.[23]

##### Tennisens Grand Slam
- Australiska öppna - James Anderson, Australien
- Wimbledon - Gerald Patterson, Australien
- US Open - Bill Tilden, USA

#### Damer

##### Tennisens Grand Slam
- Australiska öppna - Margaret Molesworth, Australien
- Wimbledon - Suzanne Lenglen, Frankrike tar sin femte raka seger.
- US Open - Molla Bjurstedt Mallory, Norge

## Rekord

### Friidrott
- 20 maj – Nancy Voorhees, USA, förbättrar världsrekordet i höjdhopp damer  till 1,46 m
- 21 maj
  - Marie Mejzlíková II, Tjeckoslovakien, sätter världsrekord på 200 m damer  med 28,6 sek
  - Tjeckoslovakiens stafettlag (med Marie Mejzlíková I, Marie Jirásková, Marie Bakovská och Marie Mejzlíková II)förbättrar världsrekordet på 4 x 100 m damer  till 53,2 sek
- 17 juli – Mary Lines, Storbritannien förbättrar världsrekordet på 400 m damer  till 64,4 sek
- 2 augusti – Sophie Eliott-Lynn, Storbritannien förbättrar världsrekordet i höjdhopp damer  till 1,47 m
- 6 augusti
  - Georgette Lenoir, Frankrike sätter första världsrekord på 1000 meter damer med 3.17,4 min
  - Bozena Srámková, Tjeckoslovakien, sätter första världsrekord i spjutkastning damer, Prag
- 20 augusti
  - Mary Lines, Storbritannien sätter världsrekord på 100 m damer  med 12,8 sek
  - Georgette Lenoir, Frankrike sätter första världsrekord på 800 meter damer med 2.30,4+ min
  - Alice Cast, Storbritannien förbättrar världsrekordet på 200 m damer till 27,8 sek
  - Lucie Bréard, Frankrike förbättrar världsrekordet på 1 000 m damer till 3.12,0 min
  - Storbritanniens stafettlag (med Nora Callebout, Daisy Leach, Mary Lines och Gwendoline Porter) förbättrar världsrekordet på 4 x 100 m damer till 51,4 sek
- 27 augusti - Paavo Nurmi, Finland förbättrar världsrekordet på 3 000 m till 8.28,6 min
- 30 augusti – Mary Lines, Storbritannien förbättrar världsrekordet på 800 m damer till 2.26,6 min
- 3 september – Charles Hoff, Norge förbättrar världsrekordet i stavhopp till 4,12 m
- 4 september - Paavo Nurmi, Finland förbättrar världsrekordet på 2 000 m till 5.26,4 min
- 12 september - Paavo Nurmi, Finland förbättrar världsrekordet på 5 000 m till 14.35,4 min
- 12 september – Sven Lundgren, Sverige förbättrar världsrekordet på 500 m till 1.05,6 min
- 20 september – Mary Lines, Storbritannien förbättrar världsrekordet på 200 m damer  till 27,0 sek
- 23 september – Mary Lines, Storbritannien förbättrar världsrekordet på 200 m damer  till 26,8 sek
- 27 september – Sven Lundgren, Sverige förbättrar världsrekordet på 1 000 m till 2.28,6 min

### Simning
- Johnny Weissmuller sätter nytt världsrekord på 100 m frisim som den förste under 1 minut med tiden 58,6 sek.

## Födda
- 3 mars - Nandor Hidegkuti, ungersk fotbollsspelare.
- 28 mars - Joey Maxim, amerikansk boxare, världsmästare.
- 9 september - Fortune Gordien, amerikansk friidrottare, diskus
- 19 september - Emil Zátopek, tjeckoslovakisk friidrottare, fyra guld och ett silver i OS 1948 och 1952.
- 8 oktober - Nils Liedholm, svensk fotbollsspelare.
- 1 december - Vsevolod Bobrov, sovjetisk fotbolls- och ishockeyspelare.
- 23 december - Micheline Ostermeyer, Frankrike, två OS-guld i kula och diskus samt brons i höjd 1948. Hon erövrade dessutom två EM-guld 1950.

## Avlidna
- 19 november – Gösta Runö, svensk modern femkampare, ett OS-brons.

## Bildade föreningar och klubbar
- 1 mars - Stattena IF grundas[24]

22 november Skuru IK från Nacka
- 29 november - Jönköpings Södra IF grundas[24]

### Fotnoter
1. ↑  Erik Jonsson (6 mars 1921). ”1920–1929”. Svenska Bandyförbundet. Arkiverad från originalet den 16 februari 2015. https://web.archive.org/web/20150216045601/http://www.svenskbandy.se/BANDYFINALEN/HISTORIK/Svenskamastare/Herrar/1920-1929/. Läst 18 mars 2020.
2. ↑  ”Västerås Sportklubbs SM-finaler i bandy”. VSK Forum. http://www.vskforum.com/vsk.nu/SM-finallag.html. Läst 21 juli 2011.
3. ↑  Gustaf Lindborg (2 augusti 2007). ”Dambandy”. Svenska fans. https://www.svenskafans.com/bandy/183132. Läst 18 mars 2020.
4. ↑  Linus Hoffman, Maria Nylund, Nina Bergman (9 december 2017). ”Åboland för hundra år sedan” (på svenska). Svenska Yle. https://svenska.yle.fi/artikel/2017/12/09/aboland-for-hundra-ar-sedan-fritid-i-kristid. Läst 18 mars 2020.
5. ↑  Gustafsson, Stig. Bollsportens först och störst. Forum
6. ↑  ”1922 World Series” (på engelska). Baseball-Reference.com. http://www.baseball-reference.com/postseason/1922_WS.shtml. Läst 16 juli 2015.
7. ↑  The Shell Book of Firsts, 1983. p. 149
8. ↑  ”England FA Challenge Cup 1921-1922” (på engelska). RSSSF. http://www.rsssf.com/tablese/engcup1922.html. Läst 19 augusti 2012.
9. ↑  ”Latvia - List of International Matches”. http://www.rsssf.com/tablesl/let-intres.html. Läst 20 augusti 2011.
10. ↑  Hyung-Jin Yoon. ”Australia - List of International Matches”. Yansfield. Arkiverad från originalet den 17 juni 2013. https://web.archive.org/web/20130617110326/http://rdfc.com.ne.kr/int/aus-intres.html. Läst 20 augusti 2011.
11. ↑  ”New Zealand International Matches” (på engelska). RSSSF. http://www.rsssf.com/tablesn/nz-intres.html. Läst 20 augusti 2011.
12. ↑  ”RSSSF”. http://www.rsssf.com/tablesr/roem-intres-new.html#notemin. Läst 20 augusti 2011.
13. ↑  Jimmy Lindahl (11 mars 2000). ”Svenska mästare i fotboll 1896–1925”. Bolletinen. http://www.bolletinen.se/sfs/allsvenskan/sm1896.pdf. Läst 10 oktober 2011.
14. ↑  ”South American Championship 1922” (på engelska). RSSSF. http://www.rsssf.com/tables/22safull.html. Läst 16 augusti 2011.
15. ↑  ”Galicia Autonomous Team Matches” (på engelska). RSSSF. http://www.rsssf.com/tablesg/galicia-intres.html. Läst 20 augusti 2011.
16. ↑  ”Boston Marathon”. Arkiverad från originalet den 27 april 2015. https://web.archive.org/web/20150427035419/http://www.baa.org/races/boston-marathon/boston-marathon-history/past-champions/past-mens-open-champions.aspx. Läst 9 april 2011.
17. ↑  ”Uppslagsverket Finland”. http://www.uppslagsverket.fi/sv/sok/view-103684-Handboll. Läst 14 september 2011.
18. ↑  ”Championnats d'Europe 1922” (på franska). Hockey Archives. 16 februari 1922. https://www.hockeyarchives.info/Euro1922.htm. Läst 15 augusti 2011.
19. ↑  ”Championnat de Suède 1921/22” (på franska). Hockey Archives. 12 mars 1922. https://www.hockeyarchives.info/Suede1922.htm. Läst 15 augusti 2011.
20. ↑  ”Svensk ishockey år för år”. Svenska Ishockeyförbundet. https://www.swehockey.se/globalassets/svenska-ishockeyforbundet/historik/ar_for_ar.pdf. Läst 15 mars 2020.
21. ↑  ”Presentation av Anders Larsson ny ordförande för Svenska Ishockeyförbundet”. Svenska Ishockeyförbundet. 17 juni 2015. https://www.swehockey.se/Nyheter/nyheterfransvenskaishockeyforbundet/2015/Juni2015/PresentationavAndersLarssonnyordforandeforSvenskaIshockeyforbundet. Läst 16 mars 2020.
22. ↑  ”Historiska segrare”. Vasaloppet. Arkiverad från originalet den 22 mars 2020. https://web.archive.org/web/20200322121012/https://www.vasaloppet.se/wp-content/uploads/sites/1/2019/09/historiska_segrare_vasaloppet_sve_2019-09-18.pdf. Läst 5 september 2011.
23. ↑  ”Davis Cup”. http://www.daviscup.com/en/results/tie/details.aspx?tieId=10000720. Läst 20 augusti 2011.
24. 1 2  Martin Alsiö (11 mars 2004). ”De allsvenska klubbarnas födelsedagar”. Bolletinen. http://www.bolletinen.se/sfs/allsvenskan/grundades.pdf. Läst 18 februari 2015.